# Modo de producción capitalista
El modo de producción capitalista es uno de los modos de producción que Karl Marx definió como estadios del devenir histórico, definidos por un cierto nivel de desarrollo de las fuerzas productivas y una forma particular de relaciones de producción. Según la teoría marxista, es el siguiente al feudalismo y, en lo  que implicaban los compromisos políticos de algunos marxistas, su lógica interna le conducirá a su desaparición y sustitución por el comunismo.
Mientras que en la bibliografía no marxista el capitalismo suele definirse como un sistema económico, para el materialismo histórico el capitalismo es un modo de producción, es decir, un régimen o totalidad social.

## Origen del término
Esta construcción intelectual es originaria del pensamiento de Karl Marx y deriva de la síntesis y crítica de tres elementos: la economía clásica inglesa (Adam Smith, David Ricardo y Thomas Malthus), la filosofía idealista alemana (fundamental la dialéctica hegeliana) y el movimiento obrero de la primera mitad del siglo XIX (representado por autores que Marx calificaba de socialistas utópicos).

## Definición y caracterización
El capitalista es el que organiza la producción, que en su aspecto técnico está determinada por un nivel de desarrollo económico propio de la época industrial, en que el capital ha adquirido el predominio sobre la tierra, que era la fuerza productiva dominante en los modos de producción anteriores (esclavismo y feudalismo). La clave de la concepción marxista del capitalismo está en los conceptos de alienación (el hecho de que el proceso y el producto del trabajo devienen ajenos al trabajador); y de plusvalía, o sea, el valor incorporado por el trabajador asalariado al producto que excede en el valor que representa el salario. En esa diferencia de valor estriba para Marx el beneficio del capitalista, puesto que es este el que realiza el valor de lo producido mediante la venta en el mercado, que genera un precio que ha de ser superior al costo de producción si es que la actividad económica ha sido exitosa.

### Características
El modo de producción capitalista se caracteriza por la propiedad privada de los medios de producción, la extracción de la plusvalía creada en la producción por una clase de propietarios privados, y la distribución tanto de bienes de capital y de consumo de bienes en una economía principalmente basada en el mercado (referida como la producción de mercancías). 
Un "modo de producción" (en alemán: Produktionsweise) significa simplemente "la forma distintiva de la producción", que podría definirse en términos de la forma en que está socialmente organizado y qué tipo de tecnologías y herramientas se utilizan. En el marco del modo de producción capitalista.
- tanto las entradas y salidas de la producción son principalmente de propiedad privada, los bienes y servicios adquiridos en el mercado tiene un precio.
- la producción se lleva a cabo para el intercambio y la circulación en el mercado, con el objetivo de obtener un ingreso neto se benefician de ella.
- los dueños de los medios de producción (capitalistas) son la clase dominante (burguesía) que obtienen sus ingresos a partir del producto excedente producido por los trabajadores y se han apropiado libremente por los capitalistas.
- Una característica definitoria del capitalismo es la dependencia en el trabajo asalariado para un gran segmento de la población; específicamente, la clase obrera (proletariado) no son propietarios de capital y tiene que vivir con la venta de su fuerza de trabajo a cambio de un salario.

Tres hechos fundamentales de la producción capitalista:

1. ) Concentración de los medios de producción en pocas manos, en virtud de lo cual dejan de aparecer como propiedad de los trabajadores directos, convirtiéndose en cambio en potencias sociales de la producción. Aunque primeramente lo hagan como propiedad privada de los capitalistas. Estos son trustees (síndicos) de la sociedad burguesa, pero embolsan todos los frutos de esta sindicatura.
2. ) Organización del propio trabajo, en cuanto trabajo social: mediante la cooperación, división del trabajo y combinación del trabajo con las ciencias naturales. [...]
3. ) Establecimiento del mercado mundial.

### La situación del trabajador
La apariencia libre del contrato entre capitalista y trabajador (que, según algunas teorías liberales, habría de ser individual y sin interferencias de negociación colectiva de sindicatos o legislación protectora del Estado) apenas enmascara la presión a la que está sometido este por la existencia de un ejército industrial de reserva, que es como Marx denomina a los desempleados que están dispuestos a sustituirle. No es original de Marx, sino de Ricardo y otros pensadores liberales (Ferdinand Lassalle), la idea de que el funcionamiento libre del mercado somete a los salarios a una ley de bronce que impide que asciendan más allá del límite de la subsistencia. Los proletarios deben de cuidar ellos mismos de la reproducción de la fuerza de trabajo o si no mueren con sus discípulos
.[cita requerida]

### Las crisis capitalistas
La crítica marxista al capitalismo sostiene que este modo de producción contiene contradicciones inherentes que provocan las crisis cíclicas.[cita requerida] Karl Marx, en su obra El Capital, fundamenta esta opinión aduciendo que cada vez es más difícil para el capitalista valorizar su capital. Las relaciones de competencia a las que está sujeto el capitalista obligan a este a implementar de manera constante y creciente una nueva y mejor maquinaria para incrementar la productividad del trabajo y, de esta forma, vender sus mercancías a un precio más bajo que sus competidores directos. De este modo, disminuye el componente «trabajo vivo» (la contratación de trabajadores) dando lugar a lo que Marx denomina «ejército industrial de reserva», es decir, una considerable parte de la clase obrera que queda a la espera de un trabajo. Esta latencia forzosa que impone el capitalismo a la clase obrera hace que este «ejército» se convierta, por un lado, en una importante masa de pobres e indigentes y, por otro lado, en la causa de la imposibilidad de que el salario ascienda rápidamente (debido al excedente de oferta de fuerza de trabajo).